# Swir (stacja kolejowa)
Swir (ros. Свирь) – stacja kolejowa w miejscowości Swir, w rejonie podporożskim, w obwodzie leningradzkim, w Rosji. Położona jest na linii Wołchow - Murmańsk. Nazwana od pobliskiej rzeki Świr.
Jest to pierwsza stacja na linii podległa regionowi pietrozawadskiemu Kolei Październikowej (części Kolei Rosyjskich). Linia na południe (w stronę Wołchowa) od stacji podlega regionowi wołchowstrojewskiemu Kolei Październikowej. Jest to również stacja graniczna dla dwóch rodzajów trakcji elektrycznej. W stronę Wołchowa ma ona napięcie 3 kV, natomiast w stronę Murmańska 25 kV.
Od stacji odchodzi bocznica do portu rzecznego na Świrze.

## Historia
Stacja powstała podczas I wojny światowej, na zbudowanej wówczas murmańskiej drodze żelaznej.
W czasie okupacji fińskiej podczas II wojny światowej nosiła nazwę Syväri.

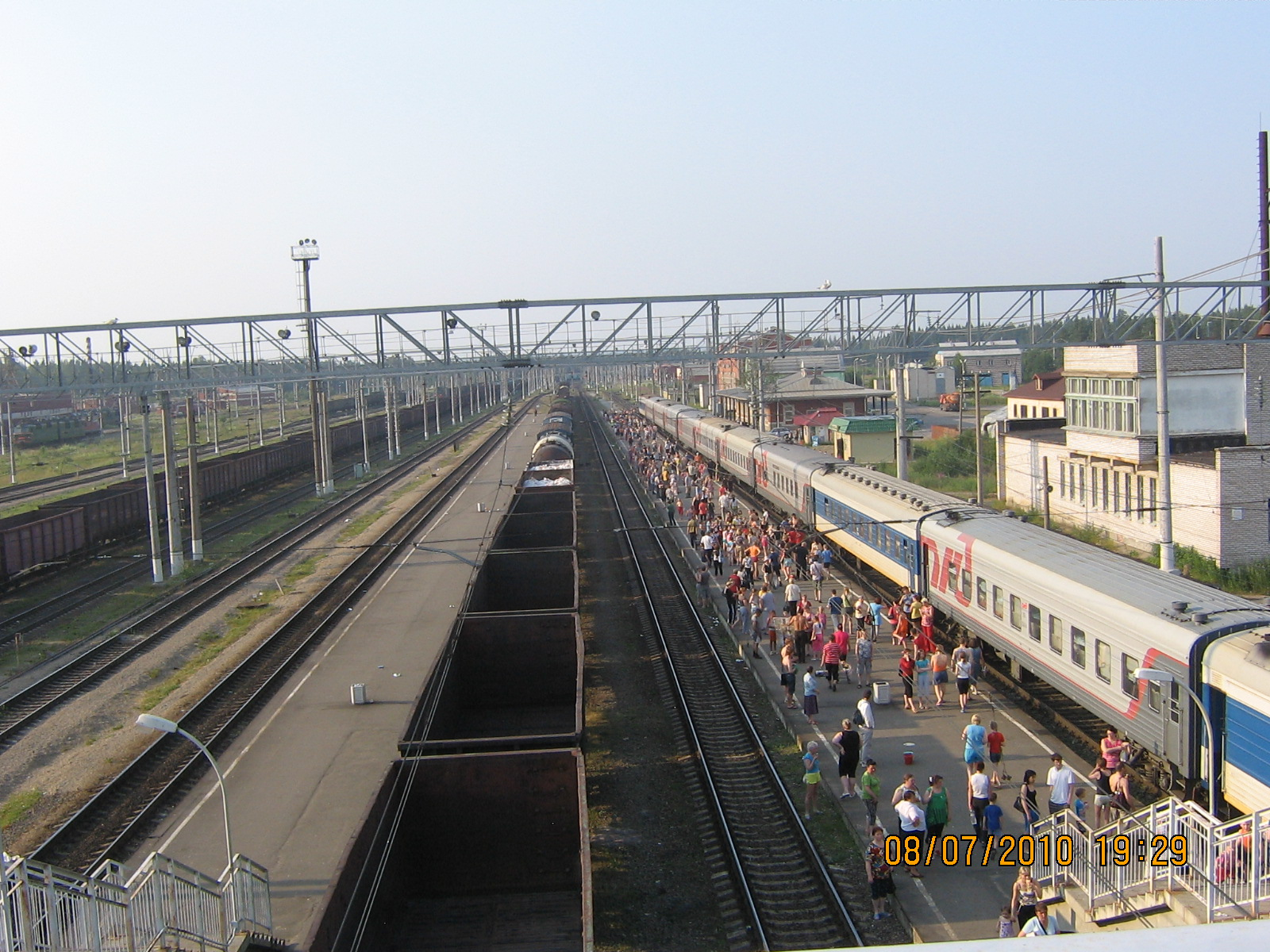
Perony, widok w stronę Murmańska
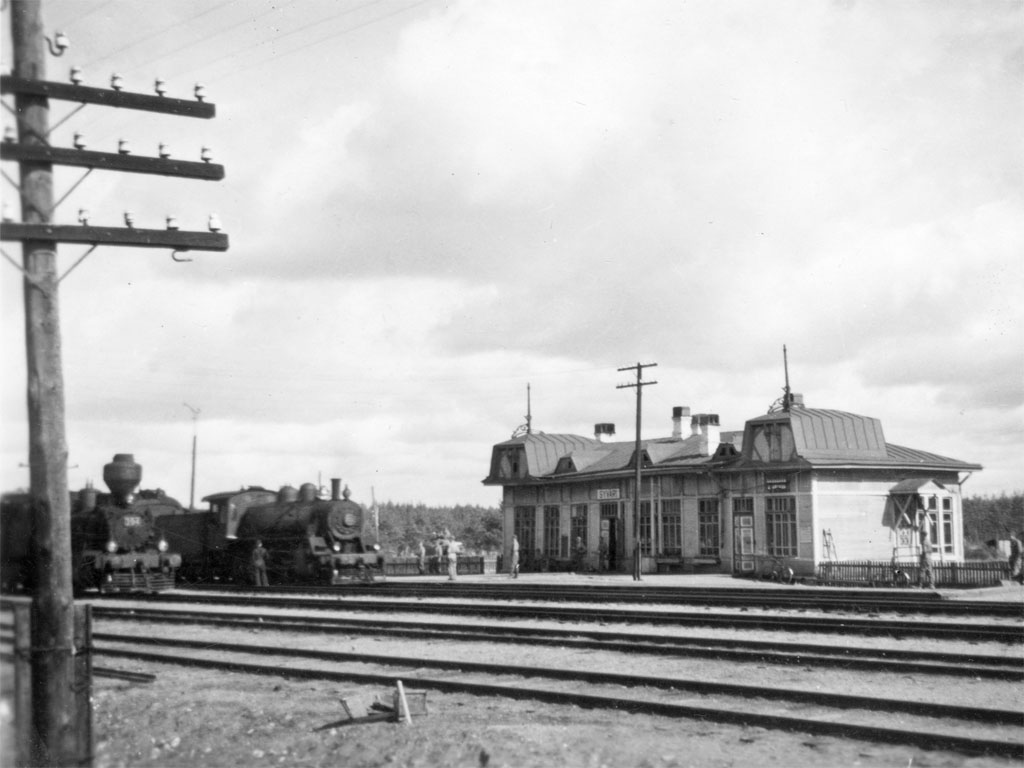
stacja w czasie okupacji fińskiej